# Børsen
Børsen (tiếng Đan Mạch nghĩa là "sàn giao dịch"), cũng có tên gọi là Børsbygningen ("Tòa nhà Sàn giao dịch"), là một sàn giao dịch chứng khoán thể kỷ 17 tọa lạc ở trung tâm thủ đô Copenhagen. Tòa nhà lịch sử này nằm cạnh cung điện Christiansborg, trụ sở của Quốc hội Đan Mạch, trên đảo Slotsholmen.
Được xây dựng dưới triều đại Christian IV vào năm 1619–1640, tòa nhà được coi là ví dụ hàng đầu về phong cách phục hưng Hà Lan ở Đan Mạch. Đây là một tòa nhà bảo tồn kiến trúc.
Børsen là một điểm thu hút khách du lịch nổi tiếng, thu hút chú ý nhiều nhất nhờ ngọn tháp đặc biệt, có hình dạng như đuôi của bốn con rồng xoắn lại với nhau, đạt tới độ cao 56 mét.Vào ngày 16 tháng 4 năm 2024, tòa nhà hư hỏng nặng do hỏa hoạn, làm đổ ngọn tháp.